# Марі Кітія
Марі Кітія (*3 вересня 1985, Тбілісі, СРСР) — грузинська акторка театру і кіно. Закінчила Тбіліське хореографічне училище у 2003 році та Тбіліський театральний інститут ім. Шота Руставелі у 2007 році.

## Вибіркова фільмографія
- 2005 — «Тбілісі-Тбілісі»
- 2014 — «Наречені»